# 엠바카데로 테크놀로지스
엠바카데로 테크놀로지스(Embarcadero Technologies)는 역동적이고 다양한 제품 구분을 통해 소프트웨어에 관련된 다양한 제품과 서비스를 개발하고 제조하고 라이선스하고 지원하는 미국의 컴퓨터 소프트웨어 기업이다. 1993년 10월 스티픈 웡(Stephen Wong)과 스투어트 브라우닝(Stuart Browning)이 설립하였다. 그들은 그 해 12월 Sybase DBA를 위한 단일 데이터베이스 도구를 출시하였고 같은 해에 Rapid SQL을 출시하였으며 나중에 마이크로소프트 윈도우 및 기타 운영 체제, 또 오라클, 마이크로소프트 SQL 서버, IBM DB2, MySQL을 포함한 데이터베이스 디자인, 개발, 관리를 위한 소프트웨어 개발 도구를 추가하였다.

## 제품
- Rapid SQL
- DBArtisan
- ER/Studio
- 체인지 매니저(Change Manager)
- 퍼포먼스 센터(Performance Center)
- EA/스튜디오
- Schema Examiner
- 파워SQL(PowerSQL)
- DBOptimizer
- 인터베이스(InterBase)
- 앱웨이브(AppWave)

### 응용 프로그램 개발 제품
- 델파이
- C++빌더
- 델파이 프리즘(Delphi Prism)
- 엠바카데로 라드 스튜디오
- RadPHP (이전 이름: Delphi for PHP)
- 3rdRail
- TurboRuby
- J빌더
- J 옵티마이저

## 참조
1. ↑  “Embarcadero Technologies finding from Embarcadero.com”. 2019년 4월 18일에 원본 문서에서 보존된 문서. 2012년 12월 11일에 확인함.
2. ↑  Stephen Wong listed as Co-founder from allbusiness.com